# Induzierte wahnhafte Störung
Eine induzierte wahnhafte Störung, auch Folie à deux [fɔˈli aˈdø] (frz. „Geistesstörung zu zweit“), „gemeinsame psychotische Störung“ (DSM-IV 297.3), „psychotische Infektion“ oder „symbiontischer Wahn“, ist die ganze oder teilweise Übernahme einer Wahnsymptomatik durch einen nahestehenden, primär nicht wahnkranken Partner.
Neuere Studien weisen darauf hin, dass die gegenwärtigen Klassifikationskriterien unzureichend sein könnten, um alle Erscheinungsbilder einer Folie à deux zu erfassen; dass das Spektrum der übertragbaren Symptome wesentlich größer ist; dass die „vormals gesunde“ Person tatsächlich sehr gefährdet ist, eine psychiatrische Erkrankung zu entwickeln oder bereits an einer signifikanten Störung zu leiden; und dass eine Trennung der Partner in einer großen Zahl der Fälle nicht ausreicht, die Störung zu beheben.  Während in 90 % aller Fälle nur ein Partner betroffen ist, sind auch Fälle mit drei oder mehr erkrankten Personen bekannt. Bei zahlreichen Betroffenen spricht man auch von folie à plusieurs oder folie à beaucoup (frz. „Geistesstörung mehrerer Personen“ oder „Geistesstörung vieler Personen“).

## Geschichte
Der Begriff Folie à deux wurde von Ernest-Charles Lasègue und Jules Farlet geprägt. Sie beschrieben dieses Phänomen in einem 1877 gemeinsam veröffentlichten Artikel als Wechselbeziehung zwischen den „Psychopathologien verwandter Personen“. Beschreibungen des Phänomens gab es allerdings vereinzelt bereits ab dem 17. Jahrhundert. In deutschsprachiger Literatur waren für das Phänomen im 19. Jahrhundert die Begriffe infektiöses Irresein und induziertes Irresein im Gebrauch.

## Zuordnungsproblem
Die gültigen Klassifikationen DSM-IV und ICD-10 benutzen die Begriffe shared paranoid disorder und induced psychotic disorder, beschreiben die Störung aber weitgehend übereinstimmend.
Im DSM-5 und Entwurf des ICD-11 wird bei einigen Diagnosen nicht mehr zwischen primären und induzierten Erkrankungen unterschieden.
Die „induzierte wahnhafte Störung“ ist differenzialdiagnostisch vom „konformen Wahn“ (sich zusammenfügender Wahn) zu unterscheiden, der eine gemeinsame Weiterentwicklung der jeweiligen Wahnsymptomatik bei zwei primär Erkrankten bezeichnet.

## Kulturelle Rezeption
Im Film Die Unzertrennlichen (1988) von David Cronenberg kopiert der eine Zwilling das gestörte, von Drogensucht und Depressionen geprägte Verhalten des Anderen, um ein Zwillingsphantasma aufrechtzuerhalten (Was dem einen passiert, passiert auch dem anderen).
Episode 19, Staffel 5, der Serie Akte X – Die unheimlichen Fälle des FBI (1998) trägt im englischen Original den Titel Folie à deux und handelt von einem Mann, der in seinem Chef ein Monster sieht und auch Fox Mulder von seiner Vision überzeugen kann.
Episode 4, Staffel 10, der Serie Criminal Minds handelt von einem Mann, der unter Morgellons leidet und eine Frau von seinem Wahn überzeugt.
In Episode 3, Staffel 1, der Serie Hannibal kommt der Begriff Folie à deux zur Sprache und wird dabei kurz erläutert.
Folie à trois (frz. „Geistesstörung zu dritt“) ist die fünfte Folge der neunzehnteiligen Minisitcom DIE SNOBS – Sie können auch ohne Dich, in welcher die drei Hauptcharaktere zusammen halluzinogene Pilze einnehmen und sich daraufhin im Vietnamkrieg wähnen.
Im Film Intruders von Juan Carlos Fresnadillo (2011) wird das Krankheitsbild zur Auflösung der Geschichte herangezogen.
Der Film Joker: Folie à Deux von Regisseur Todd Phillips aus dem Jahr 2024 behandelt die wahnhafte Verstrickung des Joker (Comicfigur) mit einer jungen Frau, die sich im Verlauf zu Harley Quinn wandelt.

## Bekannte Fälle
Im Jahr 2008 kam es in Großbritannien zu einem Kriminalfall, bei welchem laut späterer gerichtlicher Feststellung eine induzierte wahnhafte Störung tatrelevant war (siehe → Ursula und Sabina Eriksson).
Eine Übertragung von Wahnvorstellungen wird auch im Fall der australischen Familie Tromp vermutet, die sich ohne erkennbaren Grund und überstürzt am 29. August 2016 zu fünft von ihrer Farm östlich von Melbourne aus mit dem Auto auf eine Reise Richtung Norden begab. Die Eltern befanden sich zu dem Zeitpunkt in einer geschäftlich angespannten Situation, die dazu führte, dass sie sich in die Angst hineinsteigerten, jemand wolle sie töten. Die Paranoia sprang auf die zwei erwachsenen Töchter über. Einzig der erwachsene Sohn fuhr lediglich mit, um auf die Familie aufzupassen, trennte sich aber nach 800 Kilometern Fahrt von ihnen. Auch die beiden Töchter trennten sich schließlich von den Eltern, stahlen ein Auto und meldeten Mutter und Vater als vermisst. Während eine von ihnen sich auf den Heimweg begab, wurde die ältere Tochter von einem Mann unter der Rückbank seines Autos entdeckt. Sie konnte sich nicht mehr an ihren Namen erinnern und wurde in eine Klinik eingeliefert. Auch die Eltern trennten sich schließlich. Die Mutter wurde verwirrt und orientierungslos in der Nähe von Canberra gefunden und ebenfalls in eine Klinik gebracht. Der Familienvater wurde sechs Tage nach Beginn der Reise neben einer Straße in der Nähe des Flughafens von Wangaratta gefunden.